# 庫岩駅
庫岩駅（コアムえき、朝鮮語: 고암역）は、朝鮮民主主義人民共和国江原道文川市にある駅で、文川港線に属する。 

## 隣の駅
文川港線
玉坪駅 - 庫岩駅 - 畓村駅